# Dicranota luteibasis
Dicranota (Rhaphidolabis) luteibasis là một loài ruồi trong họ Pediciidae. Chúng phân bố ở vùng Indomalaya.